# Rosalnice
Rosalnice so naselje v Občini Metlika, ki je dobilo svoje ime po rusaljah, starem običaju takrat tam živečih poganskih slovanov, ki so spomladi na grobovih zažigali kresove. Rosalnice so razpotegnjeno naselje na robu kolpske terase in so od Metlike oddaljene dobra dva kilometra.
Čez naselje poteka železniška proga Ljubljana–Metlika, nekdanja železniška postaja pa je v uporabi kot stanovanjsko poslopje. V bližini Rosalnic in Metlike delujeta dve tovarni: Kolpa (predelava plastičnih mas) in Komet (tekstilna industrija). Zaselek Boriha na obrobju naselja je največje romsko naselje v občini.

## Objekti v kraju
Rosalnice so znane predvsem po treh gotskih cerkvah, imenovanih »Tri fare«. Zanimivo je, da so vse tri zbrane za enim obzidjem, kjer je tudi pokopališče. Cerkve so v drugi polovici 12. stoletja sezidali vitezi križniki, ki so imeli lokalno središče (komendo) v Črnomlju. Pred tem naj bi na tem mestu stala prvotna metliška župnijska cerkev, od katere je do danes ostalo ohranjeno samo pokopališče.
Ena od cerkva, posvečena Žalostni materi božji, je ohranila gotski prezbiterij in bogat portal v zahodni steni ladje. Leta 1842 je to ladjo poslikal kranjski mojster Jožef Ergartner.
Srednja cerkev Glejte, človek ima prav tako ohranjen gotski prezbiterij, poslikal pa jo je sredi 19. stoletja Jurij Tavčar iz Idrije.
Največja od treh cerkva je posvečena Lurški materi božji in ima tako kot ostali dve do danes ohranjen gotski prezbiterij ter slabše ohranjeno gotsko fresko križanja.
Na cerkvi posvečeni Žalostni materi božji je ohranjeno verjetno prvo ohranjeno kiparsko delo Alojza Gangla, nagrobnik župnika Antona Reša z dvema žalujočima angeloma.
V bližini cerkva je bilo nekoč župnišče, ki pa je bilo med drugo svetovno vojno požgano, po njej pa so ga obnovili in v njem uredili prosvetni in gasilski dom.